# 2013年臺灣
|        | 臺灣歷史 \| 台灣歷史年表 |
| 世纪： | 20世纪臺灣 \| 21世纪臺灣 \| 22世纪臺灣 |
| 年代： | 1980年代臺灣 \| 1990年代臺灣 \| 2000年代臺灣 \| 2010年代臺灣 \| 2020年代臺灣 \| 2030年代臺灣 \| 2040年代臺灣                                           |
| 年份： | 2008年臺灣 \| 2009年臺灣 \| 2010年臺灣 \| 2011年臺灣 \| 2012年臺灣 \| 2013年臺灣 \| 2014年臺灣 \| 2015年臺灣 \| 2016年臺灣 \| 2017年臺灣 \| 2018年臺灣 |
| 纪年： | 癸巳年（蛇年）、中華民國102年 |

## 政府

### 國家正副元首

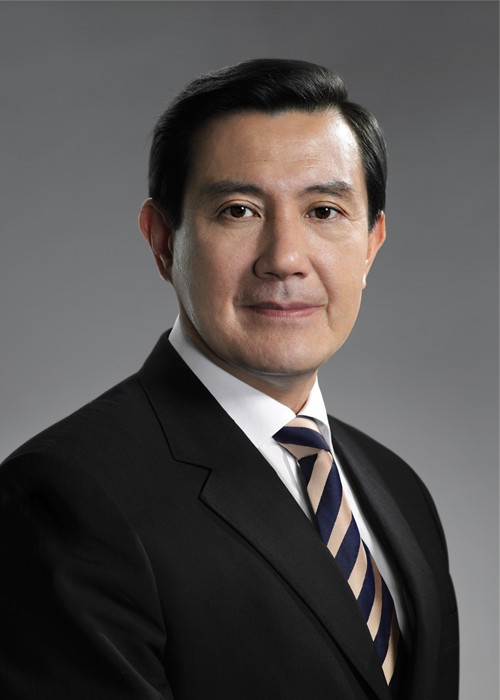
總統：馬英九
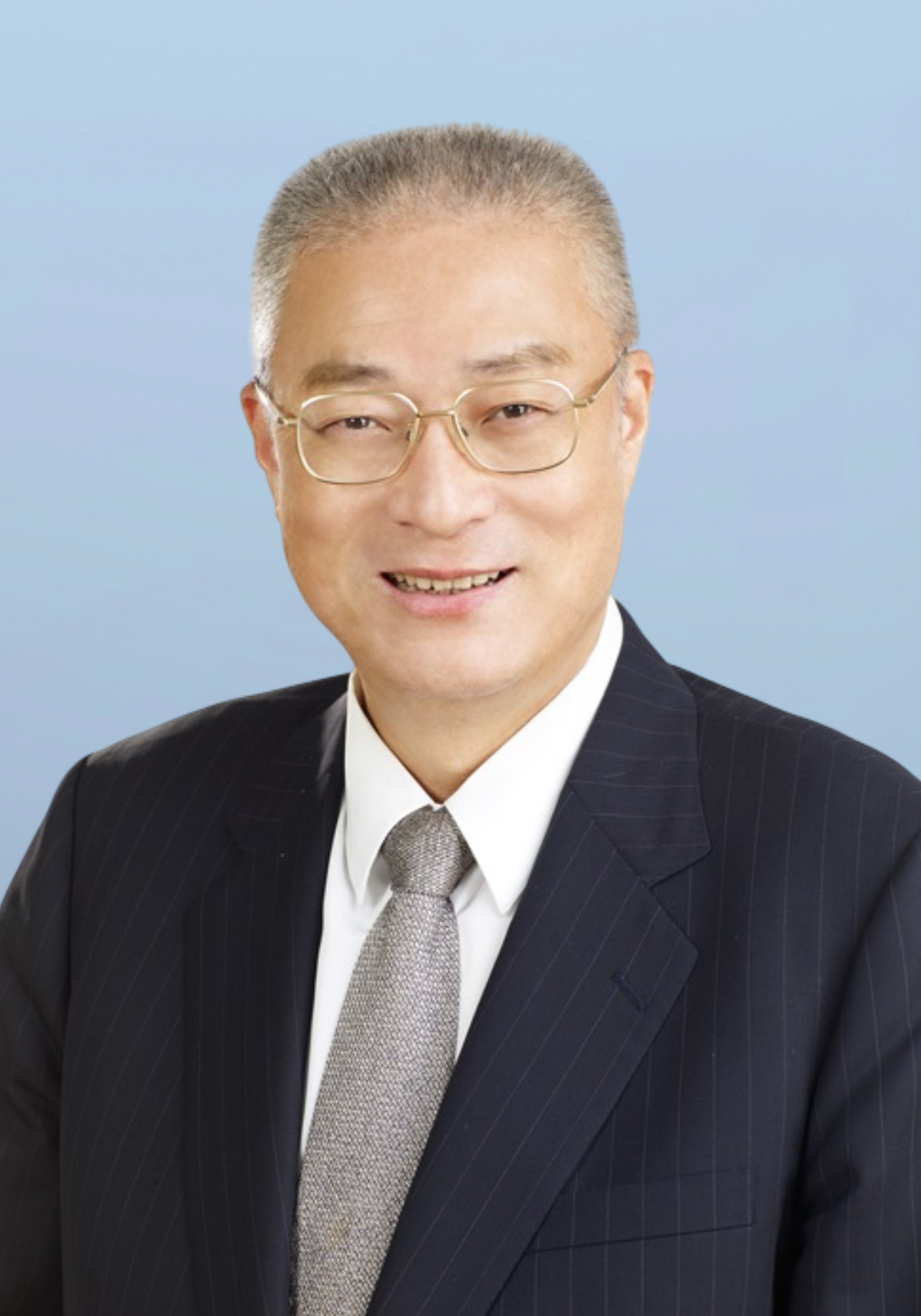
副總統：吳敦義

### 五院首長

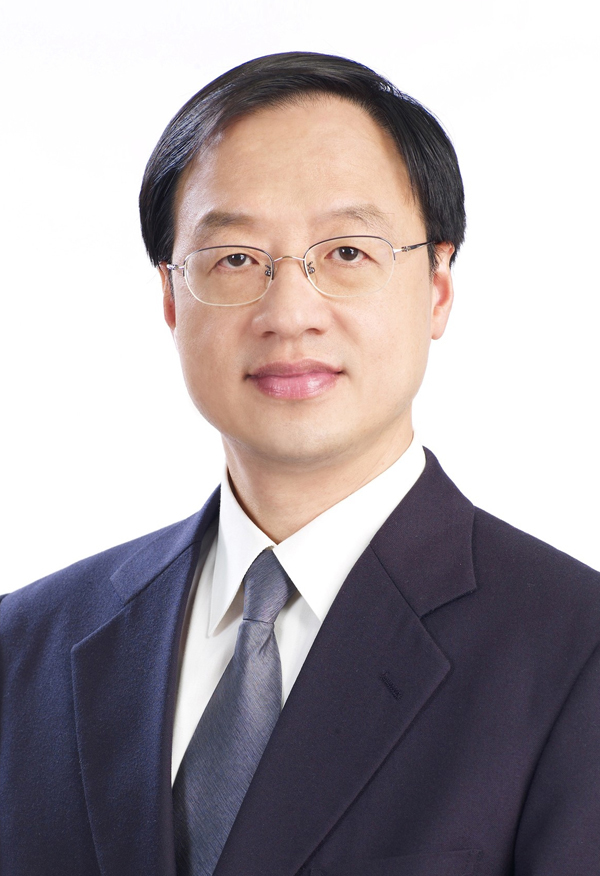
行政院院長：江宜樺
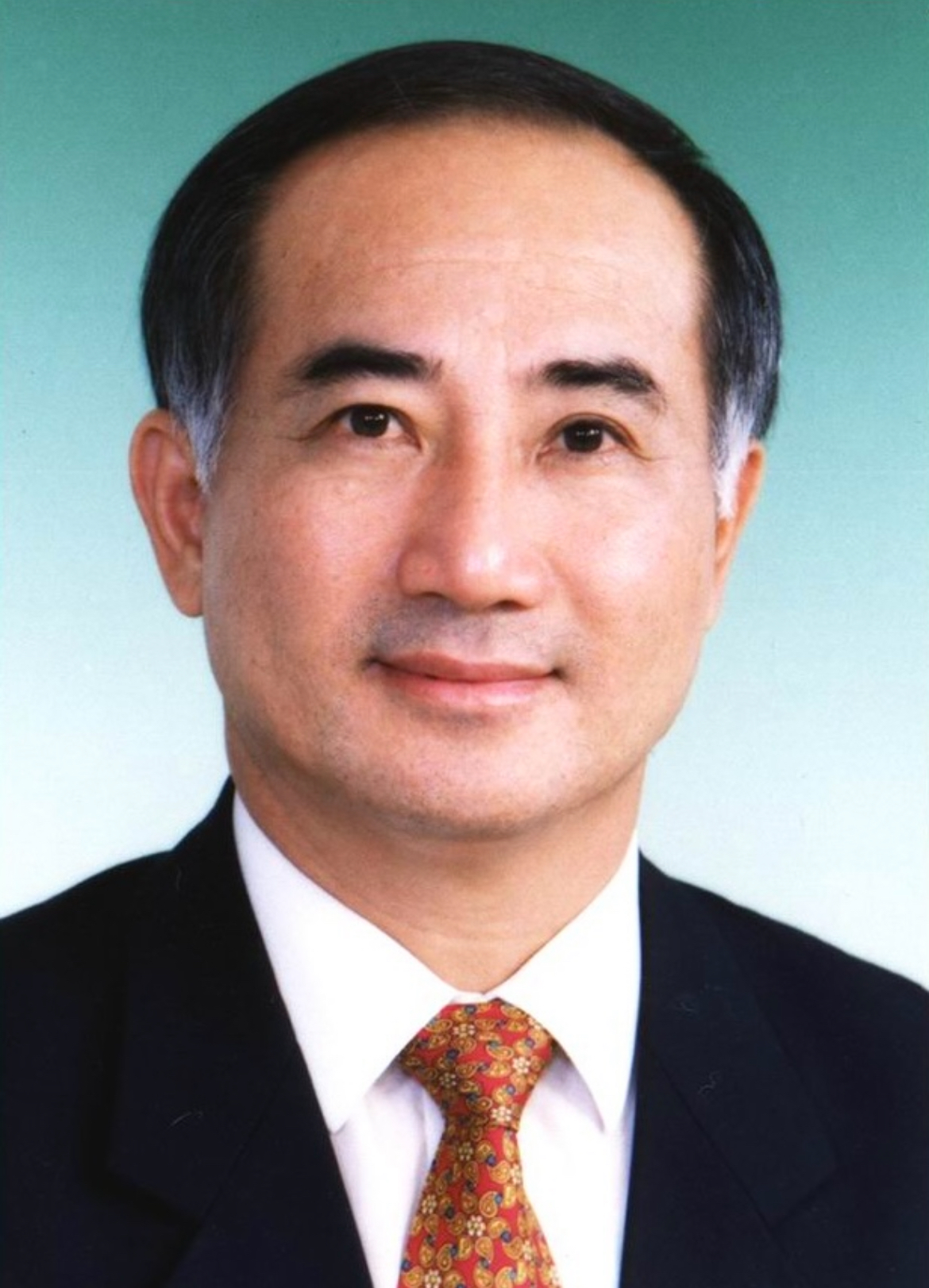
立法院院長：王金平
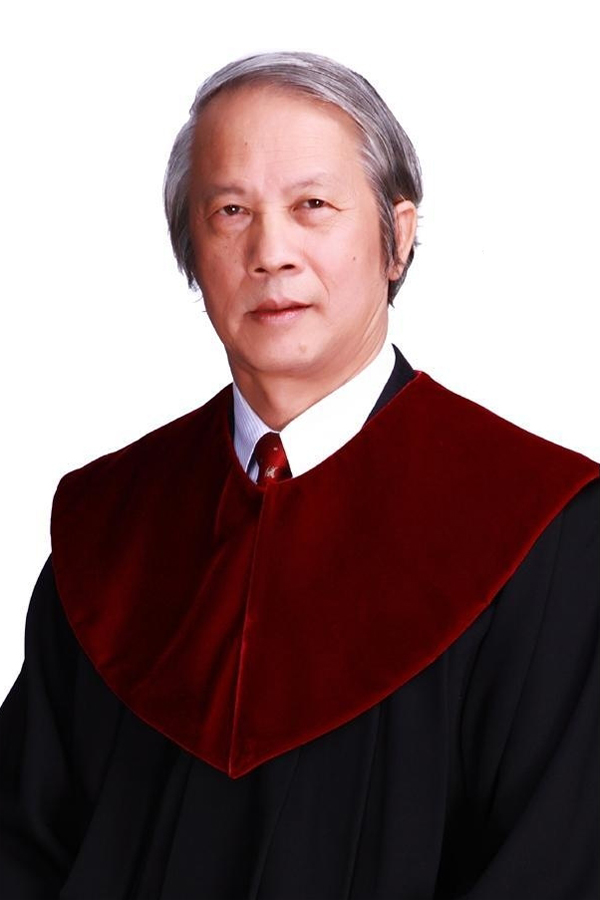
司法院院長：賴浩敏
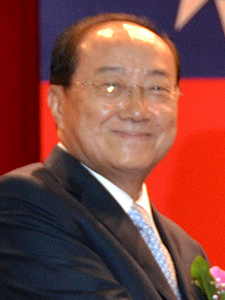
考試院院長：關中
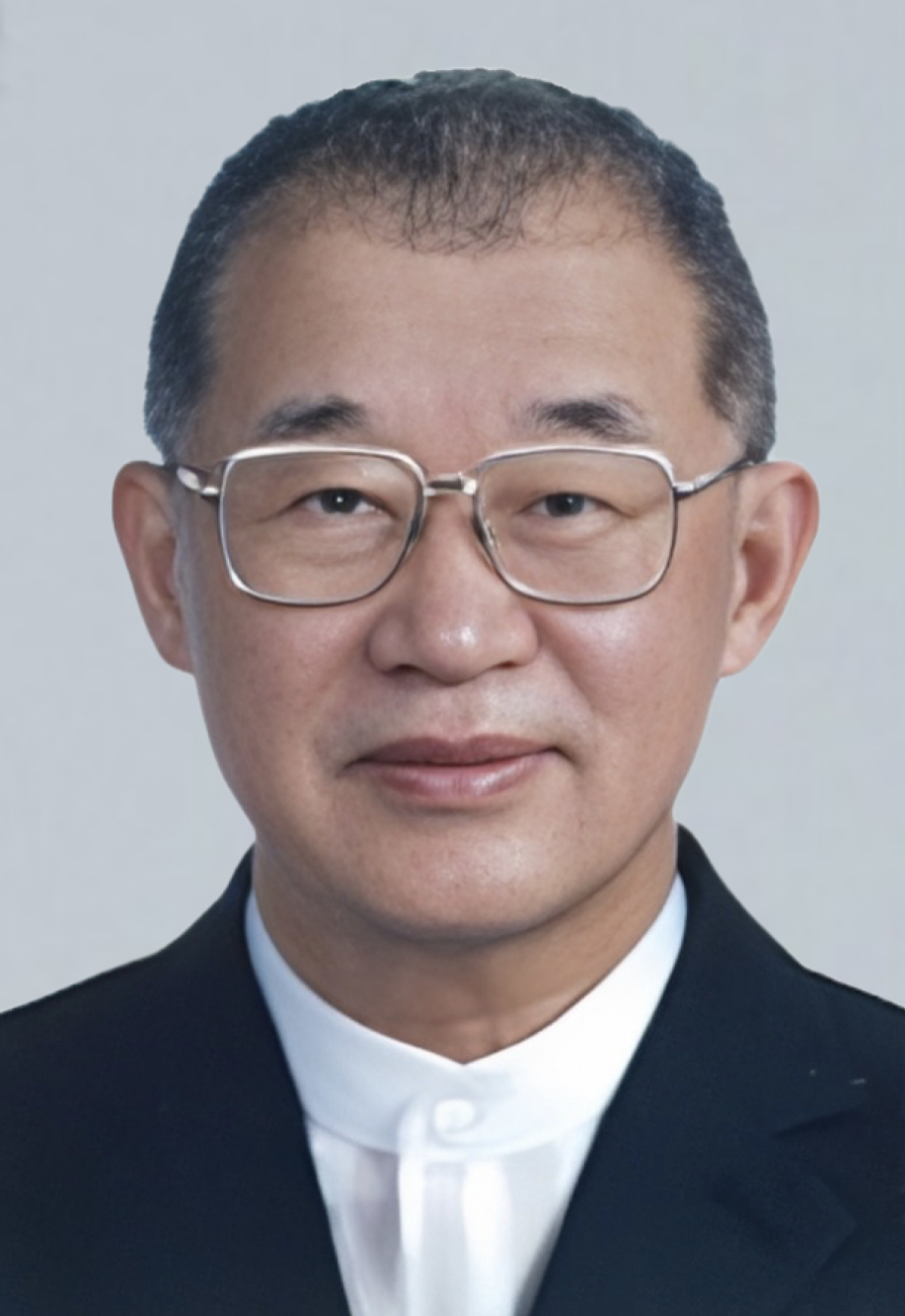
監察院院長：王建煊

### 省政府主席

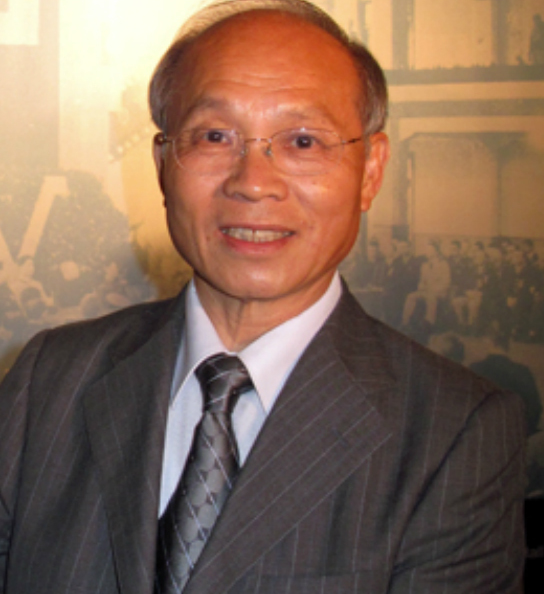
臺灣省政府主席：林政則
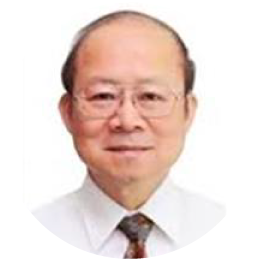
福建省政府主席：薛琦

### 成員變動

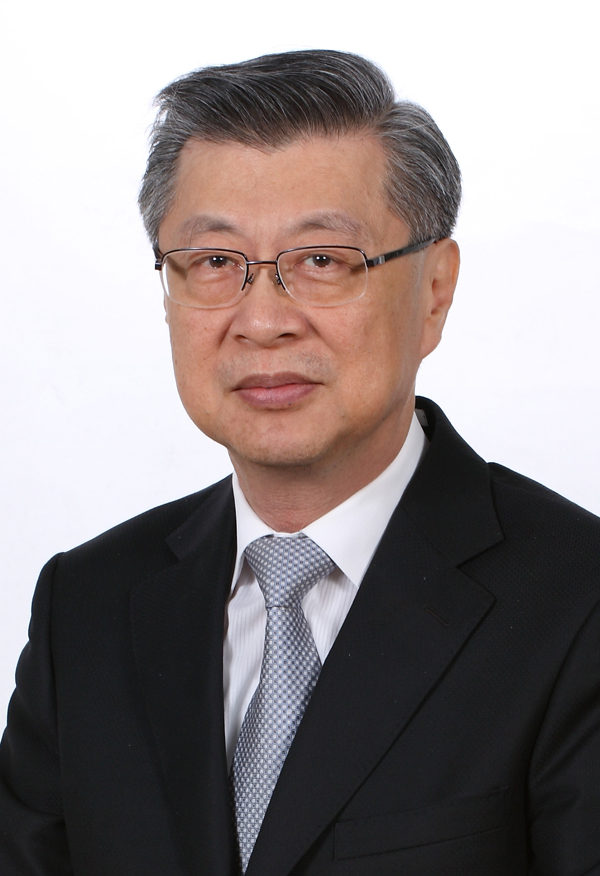
行政院院長：陳冲（內閣總辭）
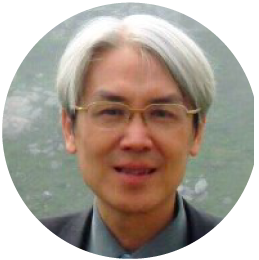
福建省政府主席：薛承泰（辭職）
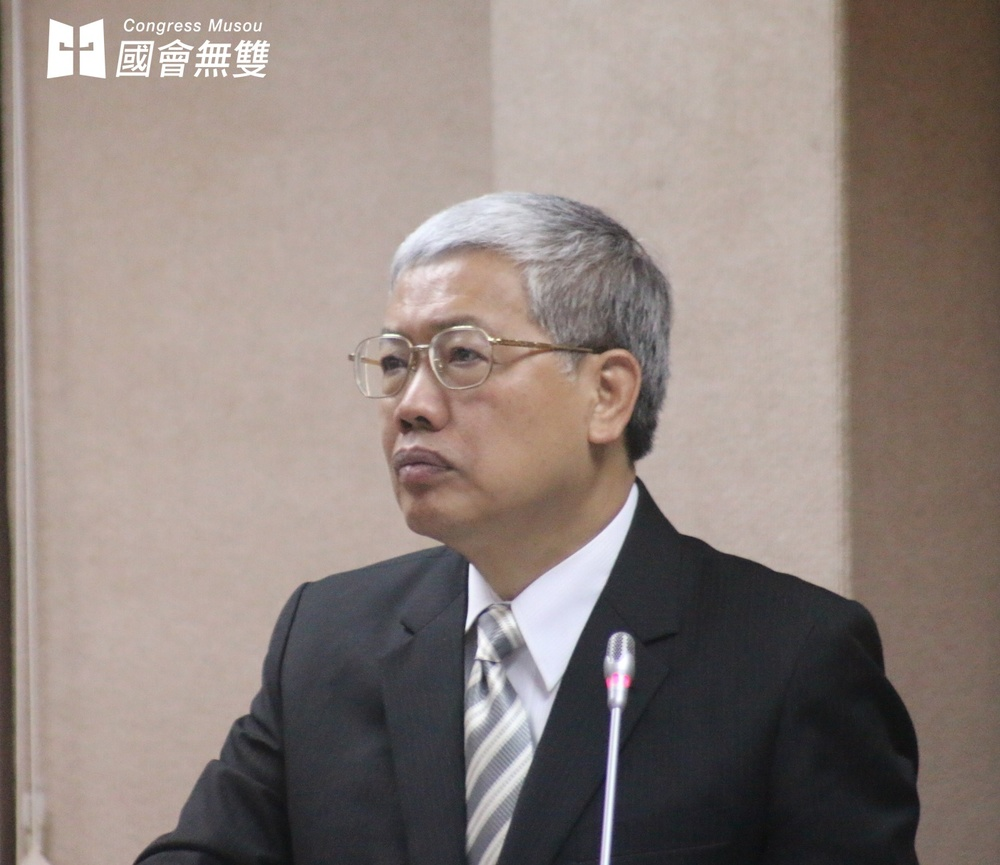
福建省政府主席：陳士魁（轉任中華民國僑務委員會委員長）
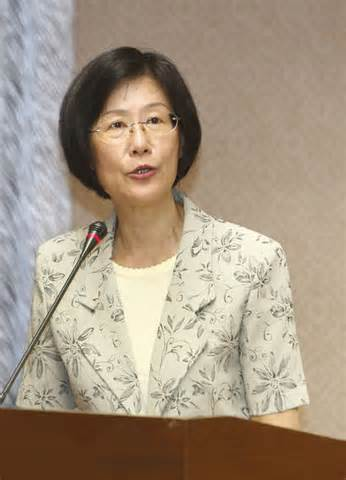
福建省政府主席：羅瑩雪（轉任法務部部長）

## 大事記
2013年臺灣：1月 - 2月 - 3月 - 4月 - 5月 - 6月 - 7月 - 8月 - 9月 - 10月 - 11月 - 12月

### 1月
- 1月9日，為了回應各界對反媒體壟斷的期待，立法院交通委員會初審通過民進黨黨團所提《有線廣播電視法》、《衛星廣播電視法》、《廣播電視法》等廣電三法修正案版本。國民黨黨團原表態支持，但在兩天後交付院會二三讀時，因黨政高層認為不妥而以人數優勢擋下該案。（页面存档备份，存于）（页面存档备份，存于）自由時報１２
- 1月13日，為了表達對馬英九政府施政失當的不滿，民進黨在臺北舉行「人民火大、一路嗆馬」遊行，約有20萬人上街參與。（页面存档备份，存于）自由時報
- 1月26日，國民黨籍候選人顏寬在臺中市第二選區立法委員補選中，以49.95%得票率險勝獲得49.09%選票的民進黨籍候選人陳世凱。自由時報（页面存档备份，存于）
- 1月31日，總統府於深夜發布新聞稿，內定由行政院副院長江宜樺接任行政院院長、交通部部長毛治國接任行政院副院長，現任行政院院長陳冲則轉任總統府資政。（页面存档备份，存于）自由時報

### 2月
- 2月16日，新北市八里區淡水河西側的媽媽嘴咖啡附近發生命案。
- 2月18日，江宜樺與毛治國接任行政院院長、副院長，江宜樺內閣正式上路。蕃薯藤新聞─中央社１（页面存档备份，存于）２（页面存档备份，存于）３（页面存档备份，存于）
- 2月25日，位於臺北市內湖區陽光街的是方電訊所屬辦公大樓發生火警，部分網站連線受到影響，影響範圍包括Yahoo!奇摩、Google臺灣、1111人力銀行、臺灣高鐵等網站。因為火警造成臺灣多數網路用戶受到影響，威寶、凱擘等用戶一度無法連線。是方電訊大樓火警，全臺網路連線大受影響（页面存档备份，存于）

### 3月
- 3月9日，由綠盟等150個民間團體共同發起反核遊行。在四大城市臺北、臺中、高雄、臺東串連反核，媒體估計約有22萬人參加。全臺大遊行 22萬人喊廢核「這就是民意」（页面存档备份，存于） 蘋果日報]
- 3月15日，醃頭案，是2013年發生在臺灣的一起命案。位於嘉義縣水上鄉的璿宿上天宮附近的公共廁所裏，被民眾發現一顆以食鹽醃製的女性頭顱，人稱醃頭案。目前兇嫌陳佳富已經遭到嘉義地檢署起訴，求處死刑。
- 3月27日，上午10點03分南投縣仁愛鄉發生規模6.1的地震，最大震度6級。南投縣有一名婦人因地震時，被磚牆壓傷後送醫不治，總計全臺一死百傷災情。
- 3月29日當天，于美人家庭爆發婚變事件，此事件使全臺灣新聞公開大篇幅討論近半個月。

### 4月
- 4月10日，臺灣與日本於臺北賓館簽署《臺日漁業協議》，就兩國重疊專屬經濟海域的漁業作業安排達成共識，共享漁業資源。央廣中華日報
- 4月12日，臺灣高鐵發生第一起車廂炸彈案，沒有任何人員傷亡（页面存档备份，存于），同日，立委盧嘉辰位於新北市土城的服務處遭放置炸彈，警方研判兩起案件是同一人所為。涉嫌放置炸彈的2名嫌犯，當天下午已搭機潛逃，刑事局已啟動兩岸共同打擊犯罪機制，將這2名嫌犯的資料傳給中國大陸公安協助緝凶。4月16日下午1時20分，刑事局從澳門搭機押解2名炸彈客主嫌回臺接受調查，2名炸彈客主嫌落網。（页面存档备份，存于）
- 4月19日，法務部批准林金德、陳瑞欽、陳東榮、紀俊毅、李嘉軒、張胞輝等6名死刑犯之死刑執行令，分別於臺北、臺中、臺南、花蓮執行槍決。自由電子報
- 4月24日，衛生署發布國內出現首名H7N9流感確診案例，患者為一名53歲男性蘇州臺商，4月9日返臺三天後發病。此使臺灣成為除中國外第一個受H7N9流感影響的國家。（页面存档备份，存于）自由時報
- 4月25日，臺灣高鐵發生開業以來第一次非天然因素停駛事件，肇因臺中站區號誌異常，至上午11時30分全線恢復正常運轉。蕃薯藤新聞─中央社１（页面存档备份，存于）２（页面存档备份，存于）３（页面存档备份，存于）

### 5月
- 5月9日，屏東琉球籍漁船廣大興28號在巴林坦海峽遭菲律賓公務船攻擊，造成1人死亡。自由時報（页面存档备份，存于）央廣
- 5月13日，衛生署食品藥物管理局發布消息，指出部分食品上游業者非法在澱粉中添加順丁烯二酸；之後由此衍伸出一連串的食品安全問題事件。（页面存档备份，存于）自由時報
- 5月19日，世界桌球錦標賽男子雙打決賽，莊智淵、陳建安以4比2擊敗中國組合馬琳、郝帥，奪得臺灣史上首面世界桌球錦標賽金牌。自由時報[永久]

### 6月
- 6月2日，南投縣發生芮氏規模6.3的地震，震央位於南投縣仁愛鄉，是今年以來最大的地震。中央社（页面存档备份，存于）
- 6月13日，2009年間連續殺害母親、婆婆及丈夫的女子林如遭最高法院判處死刑定讞，成為臺灣自1990年以來首位女性死刑犯。自由時報

### 7月
- 7月2日，知名劇場藝術工作者、屏風表演班藝術總監李國修因大腸癌病逝，享年58歲。中央社（页面存档备份，存于）
- 7月6日，第24屆流行音樂類金曲獎頒獎典禮於臺北小巨蛋舉行，最佳國語男、女歌手由蕭敬騰、林憶蓮獲得；最佳臺語男、女歌手由謝銘祐、李婭莎獲獎；最佳國語專輯由林憶蓮《蓋亞》獲得、最佳年度歌曲獎由蔡依林《大藝術家》勝出。（页面存档备份，存于）
- 7月6日，2013年溫布頓網球錦標賽女子雙打決賽，謝淑薇與中國搭檔彭帥以直落二擊敗澳洲搭檔，贏得臺灣史上首座大滿貫金杯。蘋果日報（页面存档备份，存于）
- 7月11日，陸軍下士洪仲丘悔過期間熱中暑暴斃死亡案，國防部公布懲處名單，陸軍司令李翔宙等14人施以申誡至大過處分，洪員所屬陸軍裝甲542旅旅長沈威志等12人遭移送軍法偵辦。（页面存档备份，存于）
- 7月11日，中央氣象局針對全臺灣發布蘇力颱風的海上陸上颱風警報，為今年第一個侵襲臺灣的颱風。颱風中心在13日上午3時在三貂角登陸臺灣本島、上午8時從新竹出海。蕃薯藤新聞─中央社１（页面存档备份，存于）２（页面存档备份，存于）（页面存档备份，存于）自由時報

### 8月
- 8月3日，白衫軍運動，是臺灣2013年洪仲丘事件發生後引爆的社會運動，由公民1985行動聯盟發起，可分為兩次遊行活動，第一次為2013年7月20日的「公民教召」遊行，第二次為2013年8月3日的「萬人送仲丘」晚會。
- 8月5日，林杰樑醫師病逝，8月5日中午12時42分14秒經林妻同意後，在他最愛的歌曲「滄海一聲笑」的伴隨下拔管往生，病逝於桃園縣龜山鄉長庚紀念醫院，享年55歲。
- 8月6日，立法院三讀通過《軍事審判法》修正案，非戰時之時期現役軍人犯軍刑法之罪移由普通法院偵審，洪仲丘遭凌虐致死案亦移交桃園地方法院審理。 自由時報
- 8月9日，2013年亞洲籃球錦標賽半準決賽中華臺北隊以96比78擊敗中國隊，是1985年以來首次獲勝。星島日報、蘋果日報（页面存档备份，存于）。
- 8月14日，軍事審判法修正案生效，非戰時之時期現役軍人犯軍刑法之罪移由普通司法偵審，中華民國總統府13日公布，在2013年8月15日起開始實施，國防部憲兵指揮部執行「日新專案」，由武裝憲兵配合各地警政單位戒護，將約270多名軍事犯（含有3位中將、2位少將），分11個戒護梯隊、分送11個戒護地區，移往一般的司法監獄，軍事監獄走向幕後。 15日啟動「日新專案」 全國第一波270位軍事犯大移監（页面存档备份，存于）、軍審法15日生效 軍犯大移監

- 8月18日，臺灣農村陣線發起「大埔強拆民宅事件滿月重返凱道」行動，超過兩萬民眾走上總統府前，提出「道歉賠償、地歸原主、徹查弊案、立即修法」等訴求。「八一八把國家還給人民」晚會結束後，約兩千人於內政部」靜坐一夜一日，呼籲行政院承諾修訂《土地徵收條例》，拆除政府帶頭炒地皮的惡法。 台灣時報
- 8月24日，徐生明教練病逝義大犀牛與兄弟象比賽結束後，與妻子外出散步、慢跑，返家之後心肌梗塞，送往臺北市立聯合醫院陽明院區急救，不治過世，享年55歲。（页面存档备份，存于）

### 9月
- 9月1日，九月政爭
- 9月1日，郭東修綽號冬瓜，臺灣知名禮儀師、殯葬業者。因為郭東修對臺灣喪葬流程和生命禮儀服務的了解，常常受到臺灣的談話性綜藝節目邀約成為特別來賓，在節目中談論有關喪葬的內容，而被演藝界稱為殯葬達人但因為後來罹患癌症，導致心肺衰竭，病逝於臺北榮民總醫院，享年51歲。
- 9月7日，彰化縣員林鎮184公頃都市計畫竣工通車。
- 9月11日，中國國民黨考紀會在馬英九的指示下，將涉入關切柯建銘案的立法院長王金平撤銷黨籍。13日，臺北地方法院裁准王金平聲請繼續保留行使該黨黨員權利之假處分。30日，臺灣高等法院裁定駁回國民黨之抗告，王金平繼續保有黨籍、立委、國會議長身分。(臺灣)（页面存档备份，存于）中央通訊社（页面存档备份，存于）自由時報
- 9月19日，黃色小鴨來台開始巡迴展出，引起風潮。
- 9月27日，立法院民進黨黨團公布特偵組於5月16日至9月9日間監聽立法院總機0972630235。28日上午，立法院長王金平表示「監聽國會在民主國家是不可思議的事情」；當晚，檢察總長黃世銘為「發言錯誤」公開道歉。（页面存档备份，存于）

### 10月
- 10月19日，中華職棒創始球團之一的兄弟象隊，因成立29年來累積虧損超過10億元，宣布對外求售。（页面存档备份，存于）
- 10月19日至10月24日為期6天的中華民國102年全國運動會在臺北市開幕。而2017年夏季世界大學運動會也將在臺北市舉行。中天
- 10月24日，遠東油脂公司生產的乳瑪琳因標示棉子油，業者表示是標示錯誤長達57年，宣稱是國外配方，在台灣未使用。蘋果日報（页面存档备份，存于）
- 10月24日，富味鄉負責人主動至主管機關說明棉籽油事件事實原委中央社。
- 10月25日，第48屆金鐘獎於國父紀念館舉行，周渝民、苗可麗分別獲得戲劇節目男女主角獎項，男女配角則由李李仁、劉品言獲得；特殊貢獻獎則分別頒給鳳飛飛與盧碧雲。 NOWnews（页面存档备份，存于）自由時報（页面存档备份，存于）
- 10月29日，士林地方法院一審宣判八里雙屍案兇嫌謝依涵被依強盜殺人等罪判處死刑，並褫奪公權終身。NOWnews（页面存档备份，存于）
- 10月30日，4G執照競標結束，競標總金額達1186.5億元，為底價359億元之3.2倍。得標企業分別為中華電信、台灣大哥大、台灣之星、亞太電信、國碁電子、遠傳電信。ETtoday（页面存档备份，存于）

### 11月
- 11月1日，臺灣首部以空拍影像製作的電影、臺灣電影史上耗資最高的紀錄片《看見臺灣》11月1日正式上映。該片由攝影師齊柏林所執導，並於同年11月23日榮獲第50屆金馬獎最佳紀錄片。
- 11月24日，臺北捷運信義線於11月24日起與北投線直通營運。

### 12月
- 12月5日，日月明功虐死案爆發。
- 12月9日，高雄市環保局對於日月光半導體在後勁溪排放強酸及重金屬廢水開罰60萬元。
- 12月31日，中午時分，在基隆展出的塑膠充氣模型大黃鴨爆裂，六秒攤平。

## 逝世
- 1月1日，曾忠義，65歲，臺灣前桃園縣議會議長，罹患血癌惡化，病逝。中央社
- 1月3日，剛葆璞，94歲，中華民國國民革命軍空軍中將，曾任空軍作戰司令，有「空軍偵照之神」美譽，病逝。青年日報
- 1月4日，應韋文，39歲，臺灣綜藝節目製作人，曾製作MUCH TV《世界大不同》，肝癌辭世。中國時報
- 1月6日，錦連，84歲，臺灣詩人、翻譯家，本名陳金連, 病逝。人間福報（页面存档备份，存于）
- 1月7日，賈潤年，66歲，臺灣幫派四海幫第5任幫主。自立晚報（页面存档备份，存于）
- 1月12日，艾雷迪，44歲，臺灣漫畫家，曾創作過漫畫《蜥蜴超人》，病逝。GNN 新聞網- 巴哈姆特（页面存档备份，存于）
- 1月14日，詹慧君，44歲，臺中市新社區「薰衣草森林」創辦人之一，罹肺腺癌轉移腦部病逝。聯合新聞網
- 1月16日——謝瀛春，台灣傳播學者。
- 1月21日，林端，56歲，國立臺灣大學社会学系教授。聯合報
- 1月24日——李海天，台灣政治人物。
- 1月25日，戎祥，44歲，臺灣演員，心肌梗塞病逝。聯合報
- 1月31日——洪李金枝，台灣人瑞。
- 2月3日，潘安邦，58歲，臺灣男歌手，知名歌曲〈外婆的澎湖灣〉的原唱者，因腎臟癌引發衰竭，病逝於林口長庚醫院。聯合新聞網
- 2月3日，林國泰，67歲，聯合報系世界日報溫哥華分社前社長，病逝臺大醫院。
- 2月8日，許再恩，72歲，前臺北縣議會議長，病逝。中時電子報
- 2月13日，黃育隆，36歲，新北市海山消防分隊隊員，12日救災因公殉職。新浪網
- 2月18日，朱星羽，56歲，臺灣政治人物，曾代表民進黨當選第2、3屆高雄市議員及第2至第5屆立法委員。ettoday（页面存档备份，存于）
- 2月21日，王正平，65歲，臺灣國寶級琵琶演奏家，曾任臺北市立國樂團團長。http://udn.com/NEWS/BREAKINGNEWS/BREAKINGNEWS9/7711368.shtml%5B%5D
- 2月26日——洪中海，台灣軍事人物、慈善家。
- 3月2日：林亞孫，77歲，台灣鹽博物館規劃人，病逝。聯合新聞網
- 3月4日：王珍妮，本名「王珍黎」, 63歲，臺灣爵士樂歌手，肝癌病逝。（页面存档备份，存于）
- 3月6日：錢聖武，57歲，民進黨高雄市議員，癌症病逝。自由電子報
- 3月10日：邱勝安，73歲，臺灣新生報前社長。中央社
- 3月10日：許家誠，9歲，小名豆豆，抗癌小鬥士，罹患神經母細胞瘤因多重器官衰竭病逝。
- 3月15日：張懷顏，88歲，天主教宏仁女中創校校長，聖名伯多祿，肺炎引發急性呼吸衰竭。
- 3月17日：徐風，本名徐健勝，68歲，臺灣電視節目與秀場主持人，以主持中視綜藝節目《黃金拍檔》而聞名。蘋果日報（页面存档备份，存于）
- 3月17日：湯銘新，86歲，中華奧會前任秘書長，病逝於美國洛杉磯家中。（页面存档备份，存于）
- 3月20日：邱盧素蘭，70歲，臺灣素人生態攝影師，曾完成臺灣三百種常見的野鳥圖鑑。聯合新聞網
- 3月23日：林仙保，77歲，臺灣政治人物，曾任高雄縣議員、臺灣省議會議員。前立法委員、前行政院秘書長林益世的父親。中央通訊社（页面存档备份，存于）
- 3月26日——王農，台灣畫家。
- 4月12日：郭芝苑，92歲，苗栗縣籍臺語音樂作曲家，大腸癌病逝。蘋果日報（页面存档备份，存于）
- 4月13日：林洋港，85歲，中華民國政治人物，前中華民國司法院院長、內政部部長、行政院副院長、總統府資政、臺北市長及南投縣長。聯合新聞網
- 4月29日——營志宏，台灣政治人物。
- 5月5日：唐存勇，61歲，國立臺灣大學海洋研究所教授，自殺。
- 5月6日——楊作洲，台灣政治人物。
- 5月7日：許乘睿，17歲，少棒選手，臺灣臺東縣國立成功商業水產職業學校棒球隊隊員，心肌梗塞造成心因性休克死亡。
- 5月9日：洪石成，65歲，臺灣漁民，在出海捕魚時於南海巴士海峽附近，遭到菲律賓海岸防衛隊槍殺。
- 5月11日：莊人亮，76歲，前中華民國空軍黑貓中隊隊員。
- 5月11日：陳中華，臺灣火山學家、地球化學家，腦溢血。
- 5月12日：蕭長滾，95歲，1974年擔任立德少棒隊總教練、曾任統一獅隊顧問，在臺灣棒壇有「棒壇諸葛」之稱。
- 5月16日：李朝欽，66歲，臺灣嘉義縣農民，有「柿子大王」之美譽，93年「神農獎」得主。疑因心血管疾病發作，致車禍身亡。
- 5月18日：黃順超，58歲，臺北駐香港機構臺北經濟文化辦事處簽證組組長。在香港赤柱練習划龍舟期間突然休克，經送東區醫院搶救無效宣告不治。
- 5月20日：李小石，58歲，臺灣登山家，於世界第四高峰尼泊爾洛子峰攻頂成功下山途中，因天氣惡劣、體力不支昏迷後身亡。
- 5月23日：楊煦，105歲，臺灣高雄六龜育幼院創辦人，被譽為「原住民孤兒之父」，因多重器官衰竭在睡夢中辭世。
- 5月26日：宋瑞樓，95歲，臺灣醫學家，被譽為臺灣的肝病之父、臺灣消化內視鏡之父，心肺衰竭病逝。
- 6月2日：曾御慈，32歲，臺灣醫師、任職臺大醫院創傷醫學部，遭酒駕駕駛開車撞傷，2日經家屬同意拔管並捐贈器官。
- 6月6日：楊作洲，84歲，中華民國前立委、現任橫濱中華學院理事長。
- 6月9日：蓓麗（Koumis），臺灣女歌手，病逝。
- 6月12日——李鳴鵰，台灣攝影師。
- 6月15日：張林金枝，83歲，臺灣企業長榮集團總裁張榮發的夫人。
- 6月19日：郭良蕙，87歲，臺灣知名作家。
- 6月19日——洪慶麟，台灣政治人物。
- 6月21日：金鰲勳，66歲，臺灣電影導演，《報告班長》系列為代表作。
- 6月23日：李鳴鵰，92歲，臺灣資深攝影家，與張才、鄧南光合稱為「臺灣攝影三劍客」，代表作《牧羊童》為臺灣攝影史上名作。
- 6月28日：蔡明耀，64歲，中華民國前高雄縣長，病逝。
- 6月28日：杜長江，57歲，臺灣室內空間設計師。墜樓身亡。
- 7月1日：李怡萱，16歲，臺灣馬術選手。
- 7月2日：李國修，57歲，臺灣劇作家，編劇、導演、演員及劇團負責人，大腸癌病逝。
- 7月4日：洪仲丘，23歲，中華民國陸軍裝甲第五四二旅下士,於陸軍機械化步兵第二六九旅禁閉室被凌虐致死。
- 7月6日：彭祥億，30歲，新北市政府消防局泰山分隊隊員，搶救轄區內一間傢俱倉庫火警時殉職。
- 7月6日：陳奕睿，25歲，新北市政府消防局泰山分隊隊員，搶救轄區內一間傢俱倉庫火警時殉職。
- 7月15日：高天生，92歲，臺灣最後一位臉上保有傳統紋面的泰雅族男性。
- 7月22日——陳炯霖，台灣翻譯家。
- 7月22日：紀弦，101歲，現代著名詩人，現代派詩歌的倡導者，病逝。
- 7月24日：李立崴，39歲，臺灣知名英語補習班教師和歌手，自殺身亡。
- 7月26日：張鴻明，94歲，臺灣南管音樂演奏家。
- 7月31日：王作榮，94歲, 中華民國前監察院長，肺炎引發併發症敗血性休克，病逝臺北榮民總醫院。
- 8月3日——黃潤色，台灣畫家。
- 8月5日：，55歲，臺灣林口長庚醫院臨床毒物科主任、毒物學教授，因敗血性休克和器官衰竭，病逝於林口長庚醫院。
- 8月7日：粘錫麟，74歲，臺灣彰化縣鹿港鎮人，臺灣著名環保社運人士，因腦幹溢血中風，病逝於彰化基督教醫院。
- 8月8日——周榕，台灣黑道人物。
- 8月13日：潘孝銳，93歲，臺灣企業家、晶華酒店創辦人，心肺衰竭病逝。
- 8月18日：高明峰，46歲，國立臺灣體育運動大學體育系助理教授，參加合歡山武嶺單車成年禮鐵馬高峰會時摔車，因而嚴重腦出血昏迷不治。
- 8月24日：徐生明，55歲，中華職棒義大犀牛隊總教練，心肌梗塞過世。
- 9月1日：郭東修，51岁，綽號冬瓜，臺灣知名殯葬業者。
- 9月18日：張森文，60歲，大埔事件當事人。
- 9月25日：梁秀卿，臺灣企業家、BELLAVITA百貨創辦人、廣達電腦副董事長梁次震的妻子。
- 10月1日：王申文，83歲，臺灣新北市人，曾擔任三重區忠孝里里長達40年。
- 10月1日：郭林金蘭，78歲，臺南市麻豆區「阿蘭碗粿」創辦人。
- 10月4日——張新春，台灣助產士。
- 10月5日——徐頌仁，台灣作曲家、指揮家。
- 10月7日：姜欽城， 92歲，中華民國新竹縣國策顧問，曾擔任竹東農會理事長、新竹縣農會總幹事、新竹縣工業會理事長和縣議員等職務。
- 10月12日：陳明崙，94歲，臺灣著名武術家。
- 10月14日：江志鵬，51歲，中華民國行政院長江宜樺的胞弟。肝癌。
- 10月15日：吳先旺，74歲，中華民國企業家、五洲製藥董事長。心臟與多重器官衰竭。
- 10月16日——李柏青，台灣軍事人物，是印尼的建國英雄。
- 10月17日：廖金港，91歲，臺灣知名休閒食品「乖乖」創辦人，心臟衰竭。
- 10月18日——陳朝傳，台灣企業家。
- 10月27日：林亞若，31歲，臺灣知名旅遊作家、曾任中華航空空服員，在澳洲單騎時車禍身亡。
- 10月30日：劉舜元，99歲，中華民國陸軍中將。睡夢中離世。
- 10月31日：陳雙雄, 68歲, 新竹縣關西鎮的客籍音樂家. 胰臟癌病逝。
- 11月2日：王珠慶，82歲，中華民國立法院長王金平的胞兄，因肺腺癌病情惡化辭世 。
- 11月24日：方保琇，52歲，藝名「大目仔」，臺灣女演員、節目主持人，因肝癌病逝。
- 11月27日——李重耀，台灣建築師。
- 11月27日——施佳鍟，台灣政治人物、銀行家。
- 12月2日：關弘鈞，52歲，臺灣蘋果電腦經銷商晶實科技副董事長，前電視臺新聞主播蔣雅淇夫婿，胰臟癌。
- 12月2日：黃昭正，61歲，臺灣法務部矯正署副署長，跌倒後顱內出血後過世。
- 12月9日：夏龍，72歲，臺灣親民黨主席宋楚瑜的重要幕僚，曾任中華民國陸軍少將、臺灣省政府經建及研考會主任委員。
- 12月17日——陳清河，台灣武術家。
- 12月22日——許再添，台灣歌仔戲樂師。
- 12月26日：崔福生, 82歲, 臺灣演員, 曾獲得金馬獎最佳男主角獎和男配角獎。
- 12月29日：夏志清，92歲，中國文學評論家，中央研究院院士。
- 12月30日——蘇清波，台灣政治人物。
- 12月30日——楊汝椿，台灣記者。
- 12月30日——柳得男，台灣命理師。